# Біскайська затока
Біска́йська зато́ка (ісп. Golfo de Vizcaya, фр. Golfe de Gascogne) — частина Атлантичного океану, розташована на північ від Іспанії і на захід від Франції. Тягнеться від Галісії до Бретані. Середня глибина — 1750 м; максимальна глибина — 4750-4800 м.

## Назви

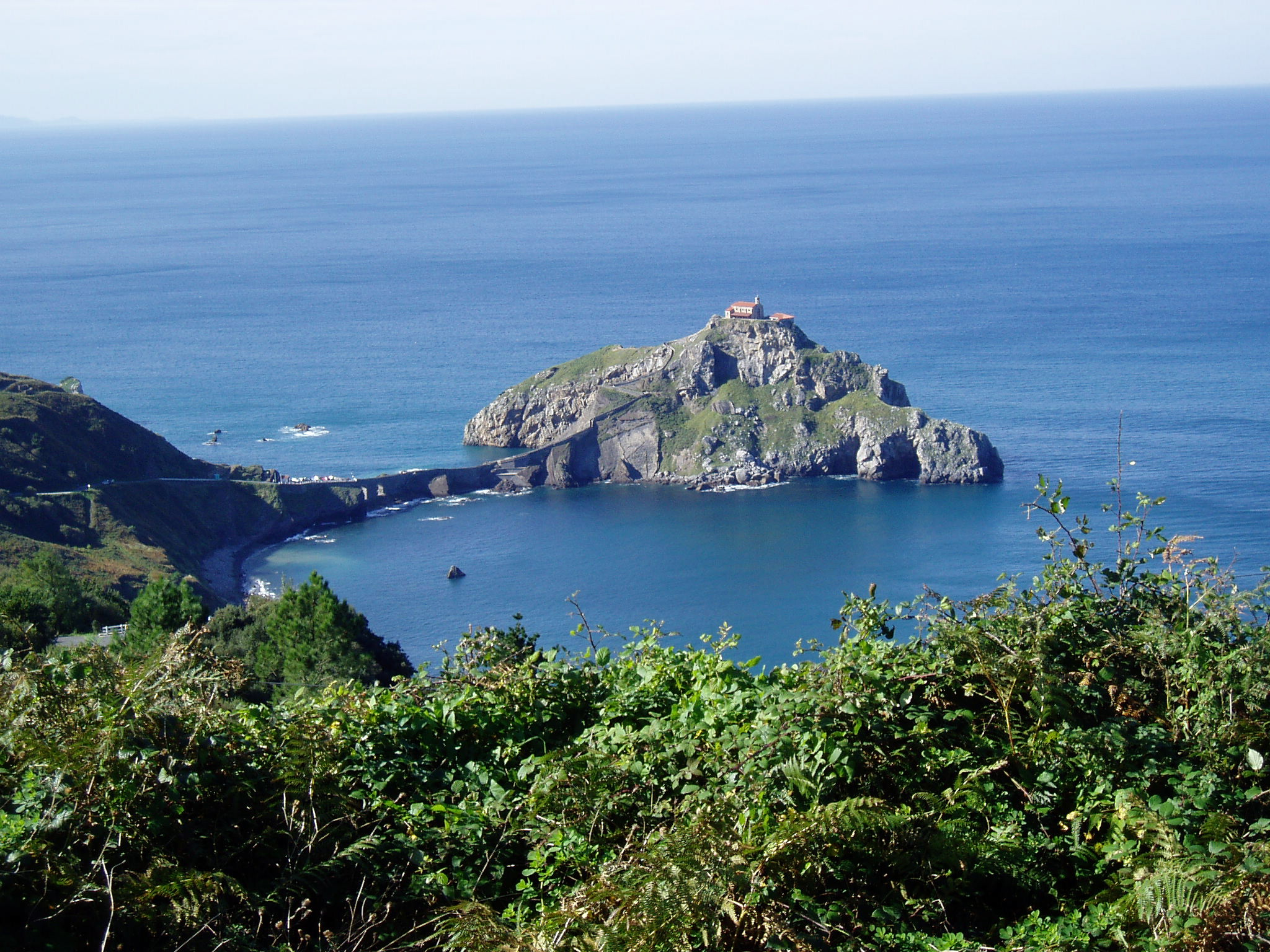
Узбережжя Біскайської затоки — острів Гастелугаче (Країна Басків, Іспанія)

- Біскайська затока (ісп. Golfo de Vizcaya; баск. Bizkaiko golkoa) — іспанська назва від імені Біскаї.
- Галлекське море (лат. Mare Gallaecum) — римська назва за іменем галлеків.
- Гасконська затока (фр. golfe de Gascogne; окс. golf de Gasconha) — французька назва від Гасконь.
- Кантабрійська затока (лат. Sinus Cantabrorum, Sinus Cantabricus) — римська назва за іменем кантабрів.

## Географія
Частина континентального шельфу простягається далеко в затоку, закінчуючись мілинами в багатьох місцях. Припливи до 6,7 м. Головними річками, що впадають в затоку, є Луара, Адур, а також Дордонь і Гаронна, що разом утворюють естуарій Жиронда.
Рибальство (сардини, камбала), устричний промисел. Основні порти — Бордо, Брест, Сен-Назер, Ла-Рошель, Рошфор (Франція), Сан-Себастьян, Більбао, Сантандер, Хіхон та Авілес (Іспанія).
Курорти та центри морського туризму: Ла-Боль-Ескублак, Сен-Жан-де-Люз та Біарриц (Франція).
Назва затоки походить від баскської провінції Біская.

## Межі
Міжнародна гідрографічна організація визначає межі Біскайської затоки наступним чином:
- лінія, що з'єднує мис Ортегаль (43°46′ пн. ш. 7°52′ зх. д. / 43.767° пн. ш. 7.867° зх. д.) та мис Пенмарш (47°48′ пн. ш. 4°22′ зх. д. / 47.800° пн. ш. 4.367° зх. д.).

Південна частина зветься Кантабарійське море.

## Клімат
Північна частина акваторії затоки лежить в помірному кліматичному поясі, центральна і південна — в субтропічному. Над переважною частиною затоки увесь рік панують помірні повітряні маси. Переважає західний перенос. Значні сезонні коливання температури повітря. Зволоження достатнє. Цілий рік переважає циклонічна діяльність, погода мінлива, часті шторми. На півдні влітку переважають тропічні повітряні маси. Значні сезонні амплітуди температури повітря і розподілу атмосферних опадів. Влітку ясна спокійна погода; взимку мінлива й дощова. Біскайська затока відома найгіршою погодою в Атлантиці, великі шторми проходять переважно в зимові місяці.

## Біологія

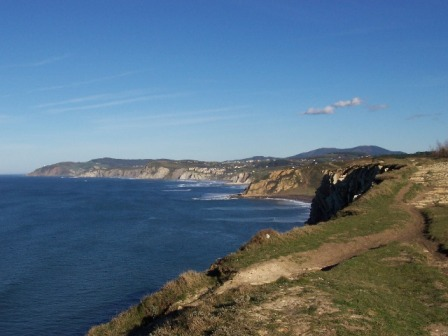
Узбережжя Басків уздовж Біскайської затоки)

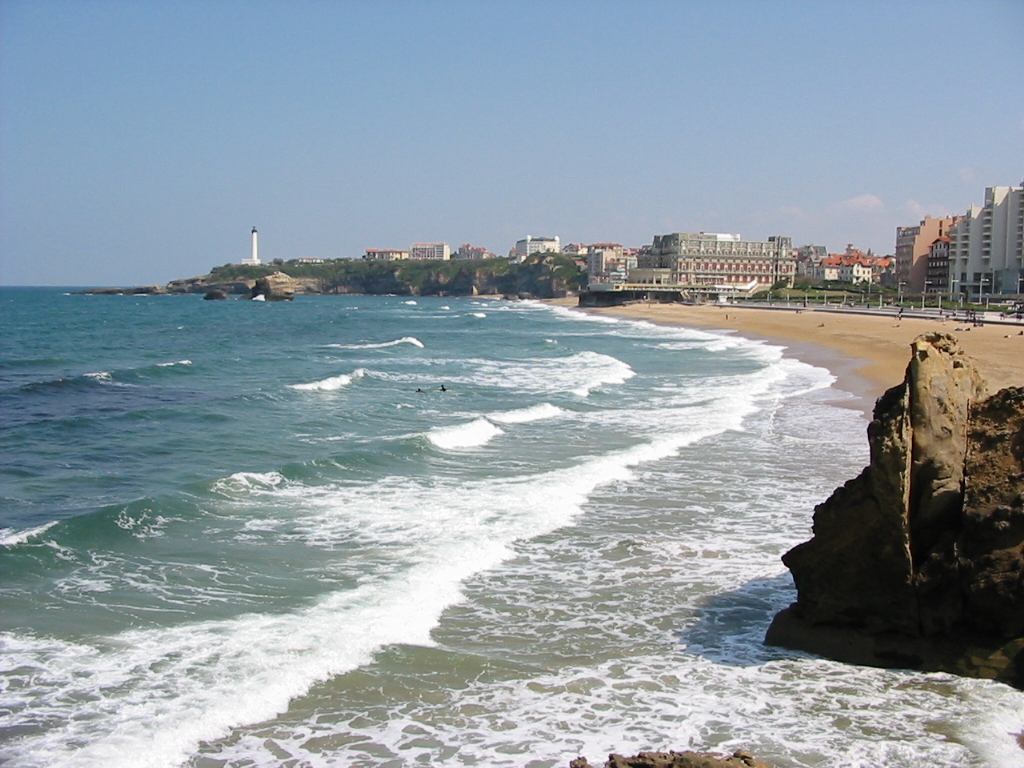
Пляж у Біарриці (Північна Країна Басків, Франція)

Акваторія моря лежить в екорегіоні південноєвропейського атлантичного шельфу бореальної атлантичної морської зоогеографічної провінції. У зоогеографічному відношенні донна фауна континентального шельфу й острівних мілин до глибини 200 м належить до атлантичної області бореальної зони.

### Фауна
Біскайська затока є одним з найважливіших місць проживання морських ссавців. У водах затоки можна зустріти такі види китоподібних: смугач фінвал, малий полосатик, кашалот, дельфін білобокий, Stenella coeruleoalba, афаліна звичайна, Grampus griseus, гринда звичайна, справжній дзьоборил, ременезуб атлантичний, пляшконіс високочолий.

## Історія
Південна частина затоки, яка іспанською має назву «Mar Cantábrico» (Кантабарійське море) і простягається від мису Естака-де-Барес до дельти річки Адур, отримала свою назву від давньоримського Sinus Cantabrorum (затока кантабрів) у I ст. до н. е., а також, Mare Gallaecum (море галлеків). На деяких середньовічних картах, Біскайська затока позначається як El Mar del los Vascos (море Басків).
Протягом сторіч Біскайська затока була місцем багатьох відомих морських битв. 1592 року іспанці перемогли англійський флот у Битві в Біскайській затоці. Біскайська кампанія червня 1795 року складалась з серії маневрів та двох битв між англійським Флотом Каналу і французьким Атлантичним флотом поблизу південного берега Бретані на другому році Французьких революційних війн. Військовий корабель «USS Californian 1900» затонув у затоці, підірвавшись на підводній міні 22 червня 1918 р. У 1920 році корабель «SS Afrique» затонув після втрати руху та дрейфу на риф під час шторму; загинуло 575 людей. У часи Другої світової війни, 28 грудня 1943 року відбулась Битва в Біскайській затоці між англійськими легкими крейсерами «HMS Glasgow (C21)» і «HMS Enterprise (D52)» та групою німецьких есмінців і міноносців, як частина операції Стоунволл. Німецька субмарина U-667 затонула 25 серпня 1944 на позиції 46°00′ пн. ш. 01°30′ зх. д. / 46.000° пн. ш. 1.500° зх. д., коли потрапила на міну; всі моряки загинули.
12 квітня 1970 року в затоці затонув радянський підводний човен К-8 в результаті пожежі, яка пошкодила його атомні реактори. Спроба врятувати човен провалилась, загинуло 40 моряків та було втрачено чотири торпеди з ядерним зарядом. З огляду на великі глибини (4572 метри нижче рівня моря), спроби підняти човен не робились.